# Buraq Air

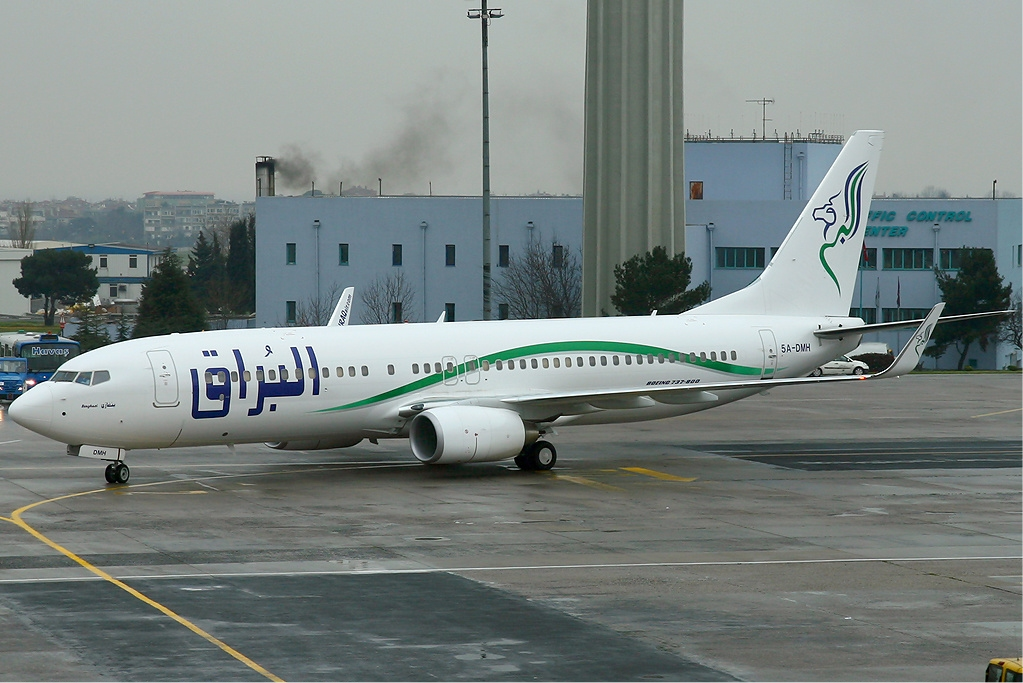
Boeing 737-800, da Buraq Air taxiando em Istambul, Turquia

Buraq Air é uma companhia aérea sediada no Aeroporto Internacional Mitiga em Trípoli, Líbia, que realiza voos regulares para a Europa, Norte da África e Oriente Médio.
O nome desta empresa se origina da criatura buraque, monstro ao qual o profeta islâmico Maomé teria voado de Meca a Jerusalém e de lá para outros paraísos.

## História
A companhia foi fundada em 22 de Outubro de 2000 e iniciou suas atividades em 15 de Novembro de 2001, sendo a primeira companhia aérea privada da Líbia.

## Acidentes e incidentes
No dia 17 de Abril de 2013, um Boeing 737-800 da empresa Buraq Air foi atingido por tiros enquanto se aproximava do Aeroporto Internacional de Trípoli em um voo originado de Benghazi. O pouso ocorreu normalmente, sem registro de vítimas, somente ocasionando danos materiais.